# Saxvattnet (naturreservat)
Saxvattnet är ett naturreservat i Strömsunds kommun i Jämtlands län.
Området är naturskyddat sedan 2002 och är 5 732 hektar stort. Reservatet omfattar sjön Saxvattnet, en södersluttning av Bastunäsfjället och en västsluttning av Lill-Dabbsjöfjället och består av kalfjäll, våtmarker och gammal granskog.